# Everardo di Salisburgo
Everardo di Salisburgo, noto in tedesco come Eberhard von Sittling und Biburg o Eberhard von Hilpolstein- Biburg (Sittling, 1085 circa – Stift Rein, 22 giugno 1164), fu abate e poi arcivescovo di Salisburgo. È venerato come santo dalla Chiesa cattolica.
Everardo proveniva dalla nobile famiglia bavarese dei baroni di Sittling e Biburg.  Tramite la madre, Berta di Ratzenhofen, era imparentato con l'arcivescovo Corrado I di Wittelsbach ma anche con l'anti-arcivescovo di Salisburgo Bertoldo di Moosburg.

## Biografia

### Gioventù
Everardo fu educato dapprima nella scuola del duomo di Bamberga, quindi studiò a Parigi, ove poté impossessarsi di un sapere profondo e multidisciplinare, divenendo quindi presto un eminente esponente del monastero di Bamberga.

### L'attività fino al 1147
Nel 1125 Everardo prese i voti monacali presso il monastero benedettino riformato di Prüfening, presso Ratisbona, nel 1131 ne divenne priore e nel 1138 divenne abate del monastero di Biburg, che egli riorganizzò secondo la riforma di Cluny. La sua consacrazione ad abate fu celebrata personalmente da papa Innocenzo II. L'attenzione generale sulla sua persona si estese allora ben oltre la zona ove era sito il suo monastero.

### Everardo arcivescovo
Nel 1147, quando ormai era sulla sessantina, Everardo venne nominato arcivescovo di Salisburgo. Egli era particolarmente caritatevole e si adoperò per il miglioramento della sede del clero, in parte disastrata. Eberardo possedeva con la sua eloquenza una spiccata capacità diplomatica, che egli impiegò per il bene del territorio e della diocesi di Salisburgo.
Allorché nel 1152 l'abbazia di Admont fu vittima di un grosso incendio, concorse rapidamente alla sua ricostruzione.
Per dedicare personalmente chiese, cappelle ed altari, ma anche per inaugurare monasteri e ordinare preti, Everardo non si risparmiò mai lunghi e faticosi viaggi.
Lo storiografo Rahewin celebrò l'arcivescovo Everardo soprattutto per la sua elevata cultura, par la sua saldezza nella fede, per il suo altruismo e la sua bontà, per la sua generosità e non in ultimo per la sua personale partecipazione alle pene dei poveri e degli ammalati.

## Everardo come guida degli alessandrini nel Sacro Romano Impero germanico
Nella lotta per le investiture fra papa Alessandro III e l'imperatore Federico Barbarossa, Everardo si schierò apertamente dalla parte del papa, ma in considerazione del suo eccezionale prestigio, rimase anche un apprezzato mediatore dell'imperatore.
Nel chiaro atteggiamento a favore di papa Alessandro e contro l'antipapa filo-imperiale Vittore IV, Everardo si spinse sempre più ai confini del possibile e disattese diverse ingiunzioni del suo imperatore. Solo il suo grande prestigio lo protesse infine da severe punizioni imperiali.

### Vecchiaia e morte
Divenuto ormai piuttosto anziano, viaggiò ancora nella Stiria, per appianare una lite.
Il castello salisburghese di Seggau era stato assediato dal margravio Ottocaro III di Stiria, che voleva vendicarsi di un torto da lui subito da parte dei conti di Burg Leibnitz. Solo tenaci trattative consentirono il ritiro degli assedianti. Sulla via del ritorno in patria Everardo morì nel monastero cistercense di Rein. La sua salma venne inumata nel duomo di Salisburgo. Nel 1957 la sua tomba in duomo fu riportata alla luce nel corso di scavi archeologici nel duomo stesso.

## Culto
La Memoria liturgica di sant'Everardo di Salisburgo cade il 22 giugno.

## Genealogia episcopale
La genealogia episcopale è:
- Vescovo Otto d'Austria, O.Cist.
- Arcivescovo Everardo di Salisburgo, O.S.B.